# Cratere Devorguilla
Devorguilla  è un cratere sulla superficie di Venere. Deve il suo nome a Devorguilla di Galloway (in gaelico Dearbhfhorghaill), nobildonna gaelica.